# C418
C418, pseudonimo di Daniel Rosenfeld (Chemnitz, 8 maggio 1989), è un compositore tedesco.
È conosciuto principalmente per aver composto le colonne sonore dei videogiochi Catacomb Snatch e Minecraft.

## Biografia
Si interessa alla musica da giovanissimo, quando inizia ad ascoltare album del musicista britannico Aphex Twin. Successivamente il fratello maggiore, un programmatore di computer, gli regala una versione di Ableton Live. Da qui in poi, Rosenfeld si dedicherà completamente alla composizione di pezzi strumentali e anche ai cantati, abbandonando il suo lavoro part-time.
Da sempre amante dei videogiochi, all'età di 12 anni scopre la sua passione: creare musica al computer per delle società di videogames.

### Inizia a lavorare alla musica per Minecraft
Nel 2007 conosce Markus Persson che stava lavorando al videogioco adesso noto come Minecraft, sul forum TIGSource. Gli venne data piena libertà per creare una soundtrack per la tech demo del gioco, e lui scelse di fare musica d'ambiente.
Perrson decise di commissionare tutta la musica realizzata da C418, il che significa che il compositore ha ritenuto tutti i diritti ai suoi lavori.

## Discografia
- 2006: Circle
- 2007: BPS
- 2008: The Whatever Directors Cut
- 2008: Mixes
- 2008: Sine
- 2008: Zweitonegoismus
- 2009: Bushes and Marshmellows
- 2010: A Cobblers Tee Thug
- 2010: Life Changing Moments Seem Minor In Pictures
- 2011: Little Things
- 2011: Minecraft - Volume Alpha
- 2011: I Forgot Something, Didn't I
- 2011: 72 Minutes of Fame
- 2011: Seven Years of Server Data
- 2012: Catacomb Snatch Soundtrack
- 2012: The Driver - Savlonic C418 Remix
- 2012: One
- 2013: Minecraft - Volume Beta
- 2014: 0x10c
- 2015: 148
- 2016: 2 Years of Failure
- 2017: Dief
- 2018: Excursions
- 2021: Cookie Clicker
- 2025: Wanderstop FM

### Album non rilasciato
C418 ha prodotto un terzo album per Minecraft, chiamato in modo non ufficiale Minecraft: Volume 3 che però non è stato rilasciato per ragioni legali.